# Lliures per Europa
Lliures per Europa (Junts; en español: «Libres por Europa»), fue una coalición política española de ideología independentista catalana formada por los partidos PDeCAT, CDC y Junts para concurrir a las elecciones al Parlamento Europeo de 2019.
Aunque la coalición tuvo como nombre oficial Lliures per Europa, esta candidatura se presentó en Cataluña con la denominación Junts per Catalunya-Lliures per Europa (JxCAT-JUNTS; en español: Juntos por Cataluña-Libres por Europa), empleando su nomenclatura oficial en el resto de España (como permite el artículo 222 de la LOREG).
La coalición estuvo liderada por Carles Puigdemont (expresidente de la Generalidad de Cataluña depuesto en 2017 en aplicación del artículo 155 de la Constitución), incluyendo a varios independientes.

## Historia

### Antecedentes y contexto
En la elecciones al Parlamento Europeo de 2014 la formación nacionalista catalana Convergència Democràtica de Catalunya (CDC) formó parte de la Coalición por Europa. Obtuvo un escaño, que se integró en el Grupo de la Alianza de los Liberales y Demócratas por Europa.
Tras varios casos de corrupción, en julio de 2016 CDC se refundó en un nuevo partido, el Partido Demócrata Europeo Catalán (PDeCAT). 
Desde el Gobierno de Cataluña, presidido por Carles Puigdemont, el PDeCAT fue uno de los impulsores del proceso independentista de Cataluña, que culminó con la organización de un referéndum de independencia el 1 de octubre de 2017 y la declaración unilateral de independencia del territorio llevada a cabo el día 27 del mismo mes. Al día siguiente, en aplicación del artículo 155 de la Constitución española, Puigdemont fue cesado como presidente de la Generalidad por el presidente del Gobierno de España, Mariano Rajoy. Fue acusado de rebelión, sedición y malversación por la Fiscalía General del Estado, lo que provocó su marcha a Bélgica, junto a varios miembros de su gobierno, para evitar la acción de la justicia española. El 31 de octubre de 2017 Puigdemont anunció su intención de quedarse en Bélgica para mantener su actividad política desde allí, al considerar que en España no tendría un «juicio justo».

### Formación de la candidatura
El 13 de noviembre de 2018, en una entrevista radiofónica, Carles Puigdemont se posicionó a favor de la formación de una candidatura independentista unitaria de cara a las elecciones al Parlamento Europeo de 2019, para dar cabida a todo el espectro político del independentismo catalán. En este sentido, señaló que únicamente concurría a las elecciones europeas como número 2 de esa eventual candidatura y siempre y cuando esta fuese encabezada por Oriol Junqueras, presidente de Esquerra Republicana de Catalunya (ERC). Puigdemont también sugirió la presencia de la exdiputada de la CUP, Anna Gabriel, como número 3 de la lista. Sin embargo, la candidatura unitaria fue rechazada por las dos formaciones independentistas de izquierdas, tanto ERC, que se presenta en la coalición Ahora Repúblicas con Junqueras como simbólico número 1, como la CUP, que finalmente no concurre a las elecciones.
El 15 de enero de 2019 David Bonvehí, presidente del Partido Demócrata Europeo Catalán (PDeCAT), anunció un acuerdo de coalición con el Partido Nacionalista Vasco (PNV), socio tradicional de Convergència en las elecciones europeas. También avanzó su intención de convocar unas primarias para elegir a los miembros de la candidatura, a la vez que avaló a Jordi Turull como hipotético cabeza de lista. Por su parte, Carles Puigdemont, en una rueda de prensa celebrada el día 21 del mismo mes, declaró que no descartaba presentarse a las elecciones al Parlamento Europeo y anunció que estaba «trabajando en una candidatura cuanto más unitaria mejor».
El 10 de marzo de 2019 Elsa Artadi anunció que Puigdemont encabezaría una candidatura al Europarlamento por Junts per Catalunya. El 21 de marzo el PNV emitió un comunicado descartando finalmente una coalición con el PDeCAT, por considerar que estos planteaban una «candidatura exclusivamente catalanista». Algunos analistas políticos vincularon también la ruptura a las diferencias ideológicas existentes entre las posturas más moderadas de los nacionalistas vascos y Puigdemont.
El 8 de abril se anunció la incorporación de varios independientes a la candidatura, entre ellos dos miembros del Gobierno de la Generalidad durante la presidencia de Puigdemont, también exiliados: Toni Comín, exconsejero por ERC, como número 2 y Clara Ponsatí, exconsellera independiente, como número 3. Como número 4 se anunció la consultora Erika Casajoana y como número 5 el exeurodiputado por Eusko Alkartasuna, Gorka Knörr.
El 10 de abril tuvo lugar la presentación oficial, en un acto celebrado en Bruselas donde se anunció el nombre Lliures per Europa para la candidatura. Puigdemont la definió como una «lista unitaria y transversal» y volvió a ofrecer el puesto número 1 a Oriol Junqueras. Ese mismo día se celebró un consejo nacional del PDeCAT que ratificó su participación en esta candidatura, aceptando relegar a los políticos del partido a una segunda fila en la lista, frente a los nombres designados por Puigdemont.

### Veto de la Junta Electoral Central y resolución judicial
El 29 de abril de 2019 los tres primeros candidatos de la lista, Carles Puigdemont, Toni Comín y Clara Ponsatí, fueron excluidos por la Junta Electoral Central, atendiendo a los recursos presentados por el Partido Popular y Ciudadanos, al estar procesados en rebeldía en la causa del proceso independentista. Fueron provisionalmente substituidos en la lista por Gonzalo Boye, Xavier Trias y Beatriz Talegón.
El 6 de mayo los juzgados de lo Contencioso-Administrativo de Madrid dictaron sentencia en contra de la exclusión, atendiendo a un auto emitido el día anterior por el Tribunal Supremo que no apreciaba causa «de inelegibilidad». Contra esa decisión, Cs y PP presentaron sendos recursos de amparo al Tribunal Constitucional, que no fueron admitidos a trámite.
Finalmente el 9 de mayo, un día antes del inicio de la campaña electoral, la Junta Electoral Central proclamó como candidatos a Puigdemont, Comín y Ponsatí.

### Adscripción europea de los miembros de la candidatura
El Partido Demócrata Europeo Catalán, al igual que su precursor, Convergència Democràtica de Catalunya, formó parte de la Alianza de los Liberales y Demócratas por Europa (ALDE) hasta que el 26 de octubre de 2018, en un congreso extraordinario, fue expulsado del partido europeo por incumplir sus estatutos, en referencia a las condenas judiciales por corrupción contra Convergencia.
De esta forma, los eurodiputados electos por Lliures per Europa acabaron formando parte del Grupo de los No Inscritos en el Parlamento Europeo.

## Resultados
Lliures per Europa fue la séptima candidatura por número de votos, obteniendo 1 018 435 votos (4,54 %).
| Circunscripción              | # de votos | % de votos | Eurodiputados pre-Brexit | Eurodiputados post-Brexit | Posición |
| ---------------------------- | ---------- | ---------- | ------------------------ | ------------------------- | -------- |
| España Circunscripción única | 1 018 435  | 4,5 %      | 2/54                     | 3/59                      | 7º       |

| Resultados por comunidades autónomas | Resultados por comunidades autónomas | Resultados por comunidades autónomas | Resultados por comunidades autónomas |
| Territorio                           | Votos                                | %                                    | Posición                             |
| ------------------------------------ | ------------------------------------ | ------------------------------------ | ------------------------------------ |
| Andalucía                            | 2480                                 | 0,07 %                               | < 10º                                |
| Aragón                               | 1131                                 | 0,17 %                               | < 10º                                |
| Asturias                             | 567                                  | 0,11 %                               | < 10º                                |
| Canarias                             | 1807                                 | 0,20 %                               | < 10º                                |
| Cantabria                            | 254                                  | 0,08 %                               | < 10º                                |
| Castilla-La Mancha                   | 564                                  | 0,05 %                               | < 10º                                |
| Castilla y León                      | 846                                  | 0,06 %                               | < 10º                                |
| Cataluña                             | 987 149                              | 28,52 %                              | 1º                                   |
| Ceuta                                | 16                                   | 0,05 %                               | < 10º                                |
| Comunidad Valenciana                 | 6951                                 | 0,30 %                               | 10º                                  |
| Extremadura                          | 310                                  | 0,19 %                               | < 10º                                |
| Galicia                              | 1958                                 | 0,14 %                               | < 10º                                |
| Islas Baleares                       | 10 663                               | 2,55 %                               | 9º                                   |
| La Rioja                             | 167                                  | 0,10 %                               | < 10º                                |
| Madrid                               | 3745                                 | 0,12 %                               | < 10º                                |
| Melilla                              | 30                                   | 0,09 %                               | < 10º                                |
| Murcia                               | 386                                  | 0,06 %                               | < 10º                                |
| Navarra                              | 1331                                 | 0,39 %                               | 10º                                  |
| País Vasco                           | 5056                                 | 0,45 %                               | 9º                                   |
| España                               | 1 018 435                            | 4,54 %                               | 7º                                   |

Gracias a los resultados, resultaron elegidos los siguientes candidatos:
1. Carles Puigdemont
2. Toni Comín
3. Clara Ponsatí (pudo acceder a su acta de eurodiputada tras el Brexit)